# Kul-e Farah
Kul-e Farah (vagy Kul-e Fara) hat elamit-sziklába vésett dombormű, amely a síkság keleti oldalán egy szurdokban található. Kul-e Farah Huzesztánban, Irán délnyugati részén helyezkedik el, Izeh város közelében. A domborműveket az ausztráliai Henry Layard, 1841-ben fedezte fel, európai kutatásai alkalmával. Layard lemásolt a sziklákon talált feliratok közül egy 24 soros cuneiform feliratot, és néhány rövid ábrát, valamint öt rövid epigráfot. A helyet egy nyitott szentélynek tartják, ahol vallási szertartásokat végeztek, állat áldozatokkal.
Három sziklafelület található itt, míg a nagy sziklákon ugyancsak másik három. Az áldozati jelenetek, felvonulást, mulatságokat valamint zenészek három show-csoportját ábrázolják. Hanni, Tahhi fia, és ezért Hanni idejéből származik (7. század BCE?). De a domborművek több időszakba is tartozhatnak, a III., IV. És VI. Domborművek a 2. vagy a BCE 1. évezredének kezdetén keletkezhettek.

## Galéria

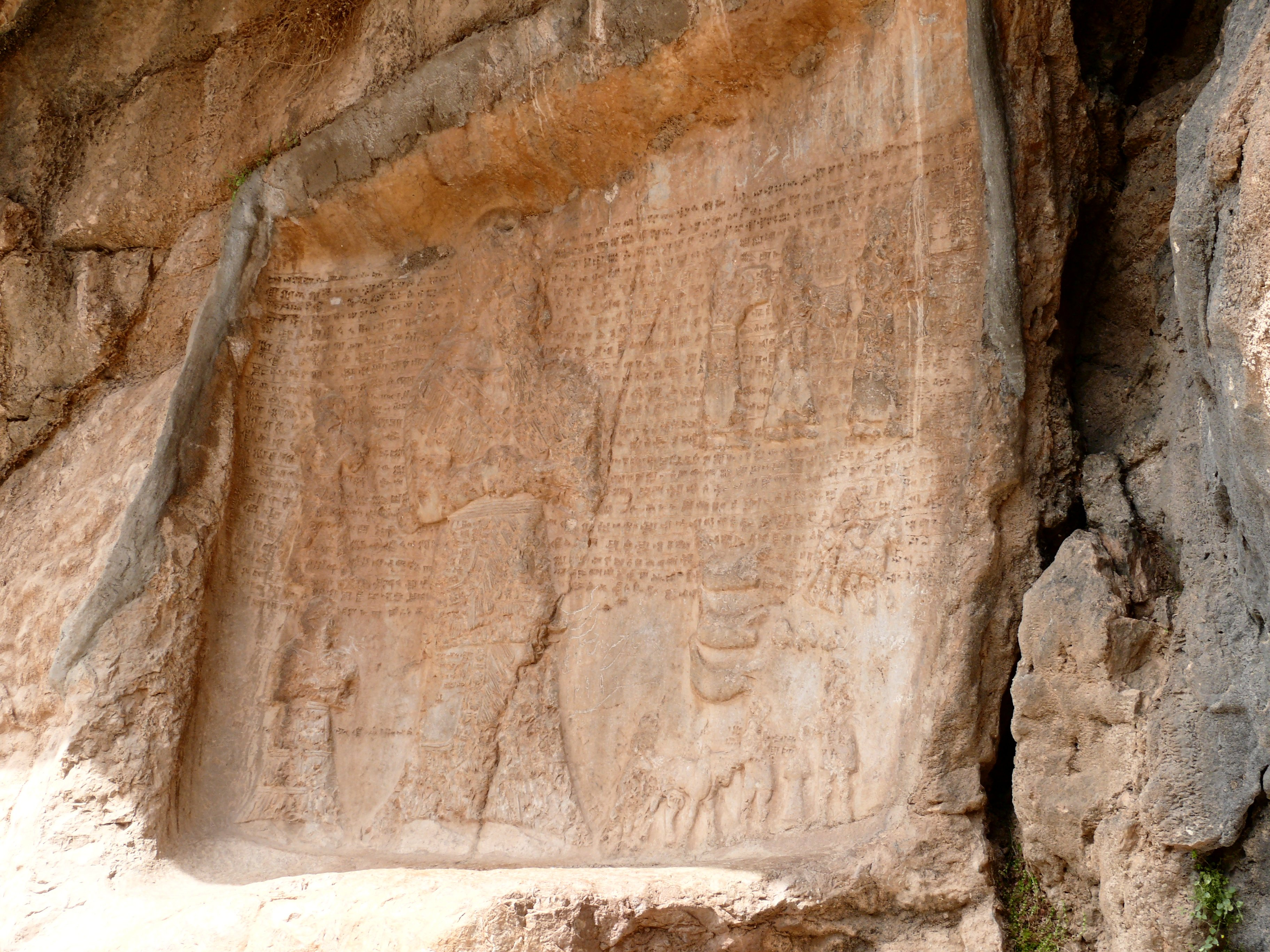
Kul-e Farah I.
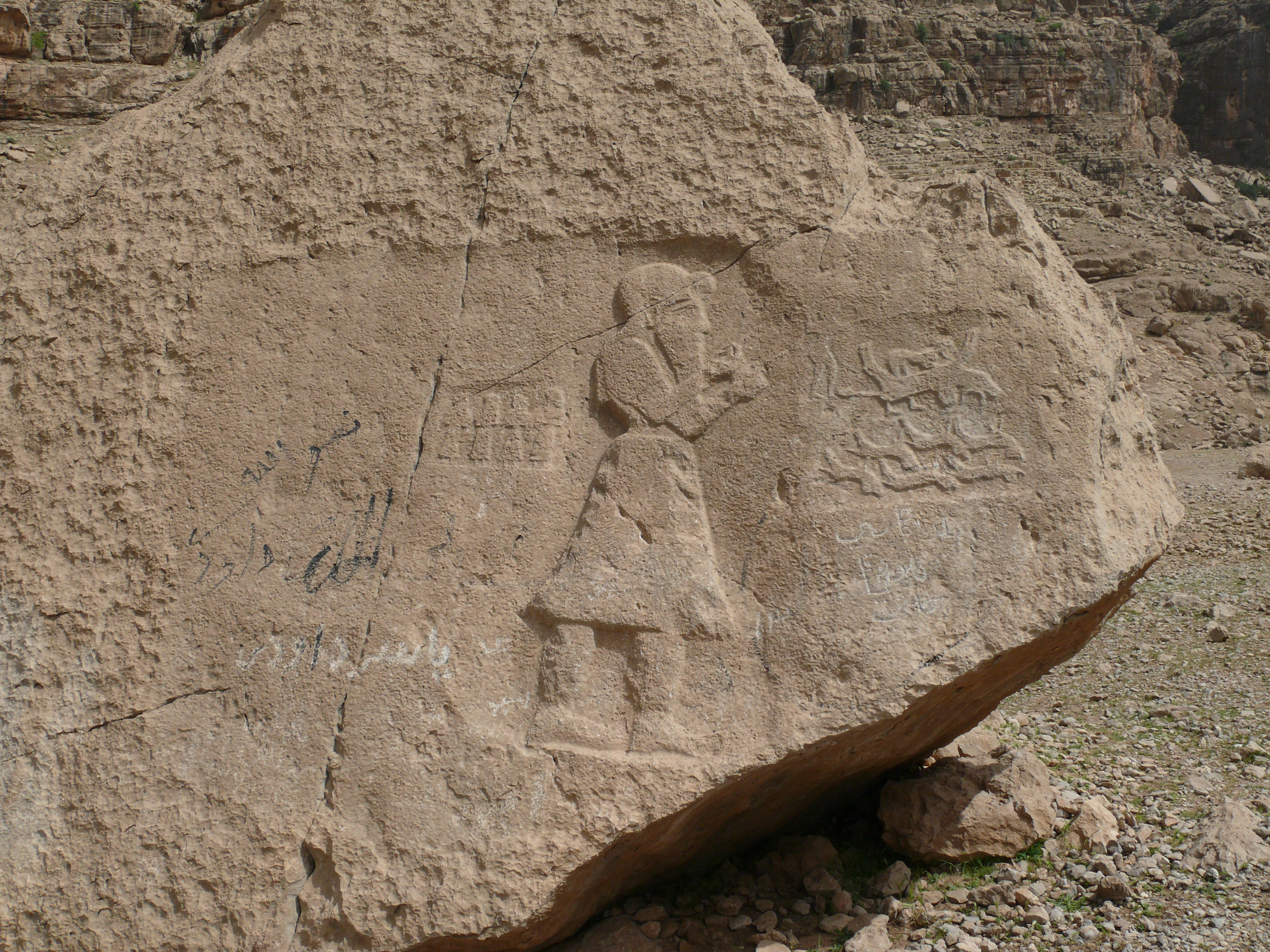
Kul-e Farah II.
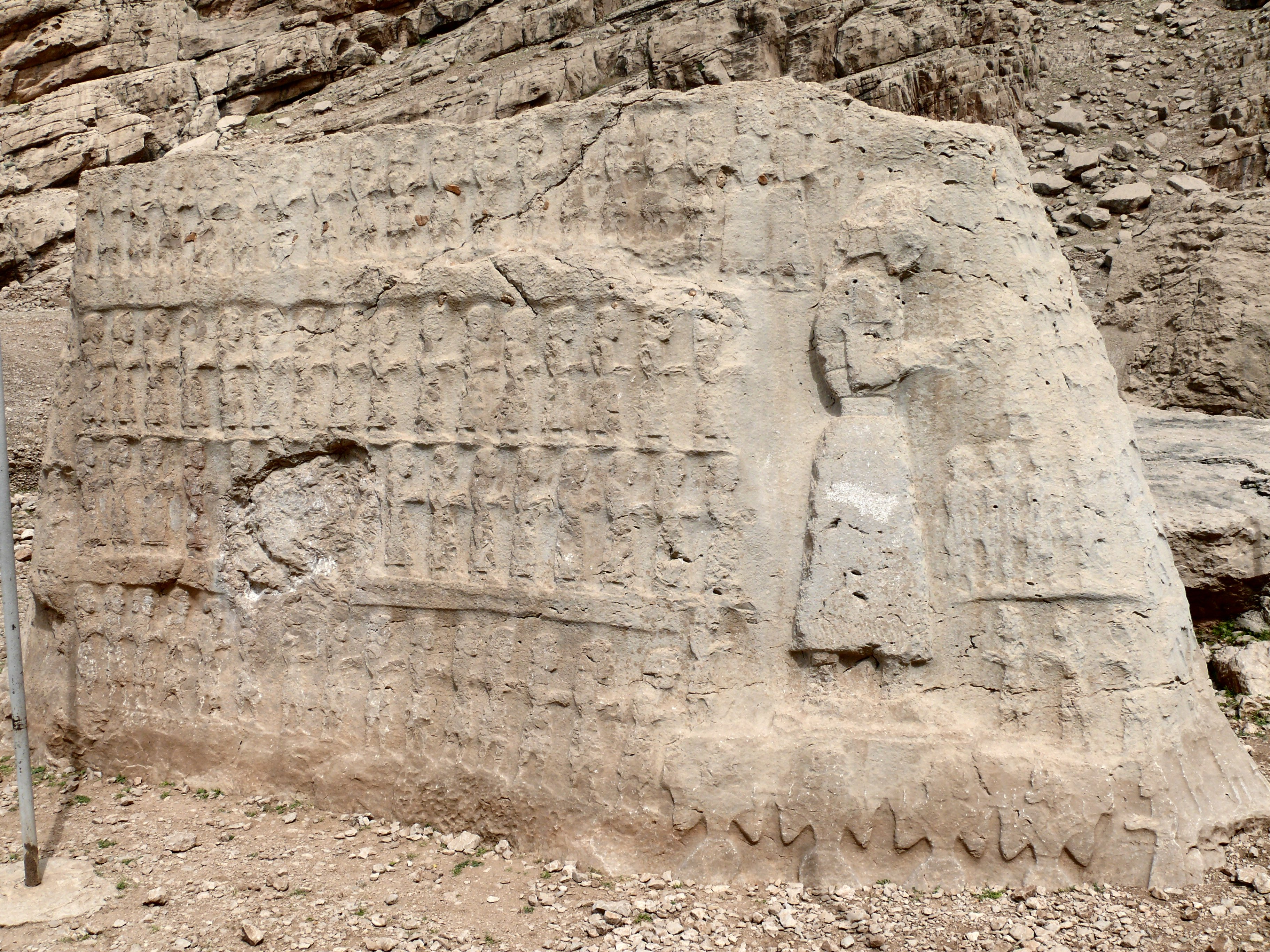
Kul-e Farah III.
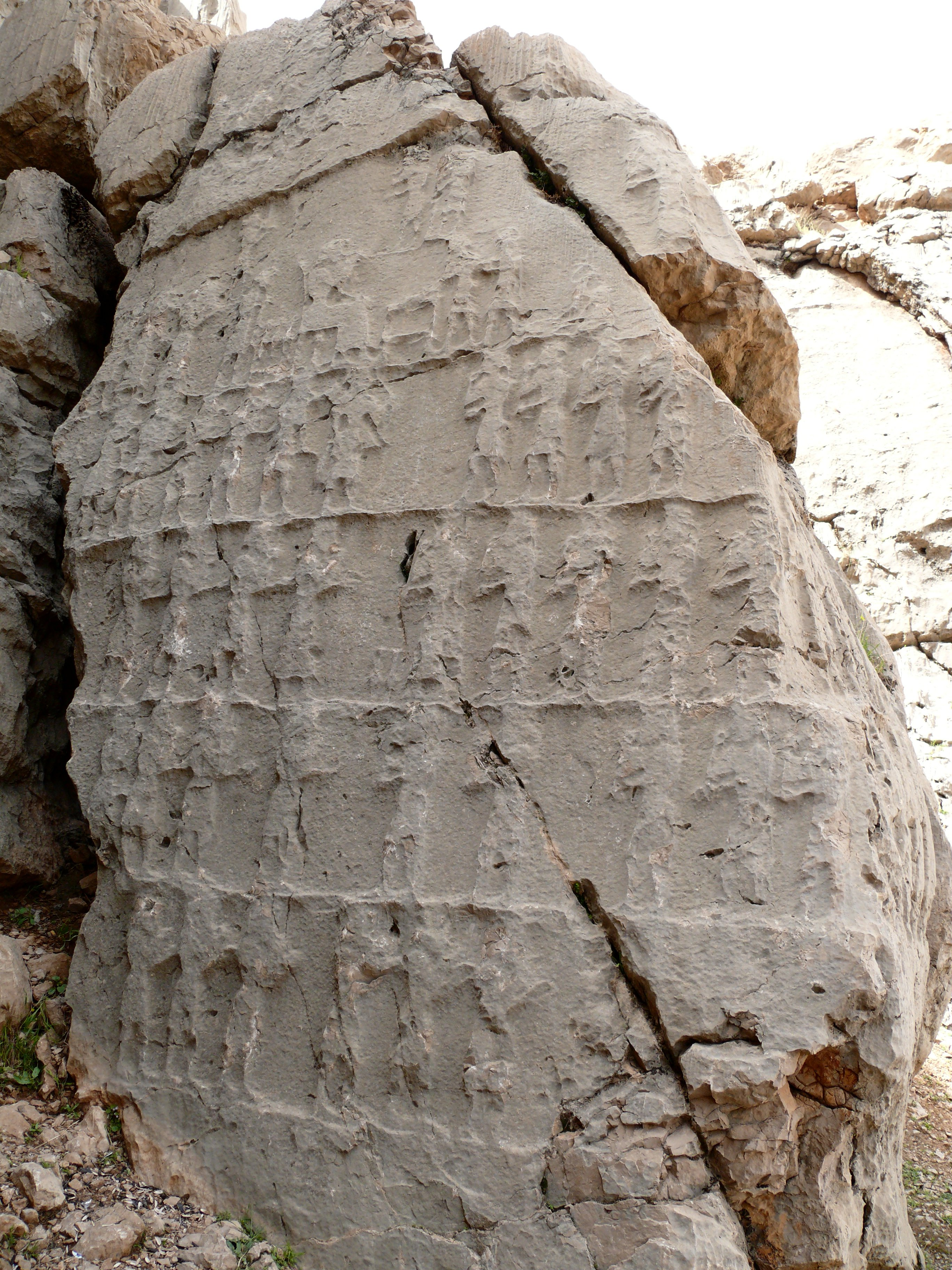
Kul-e Farah IV.
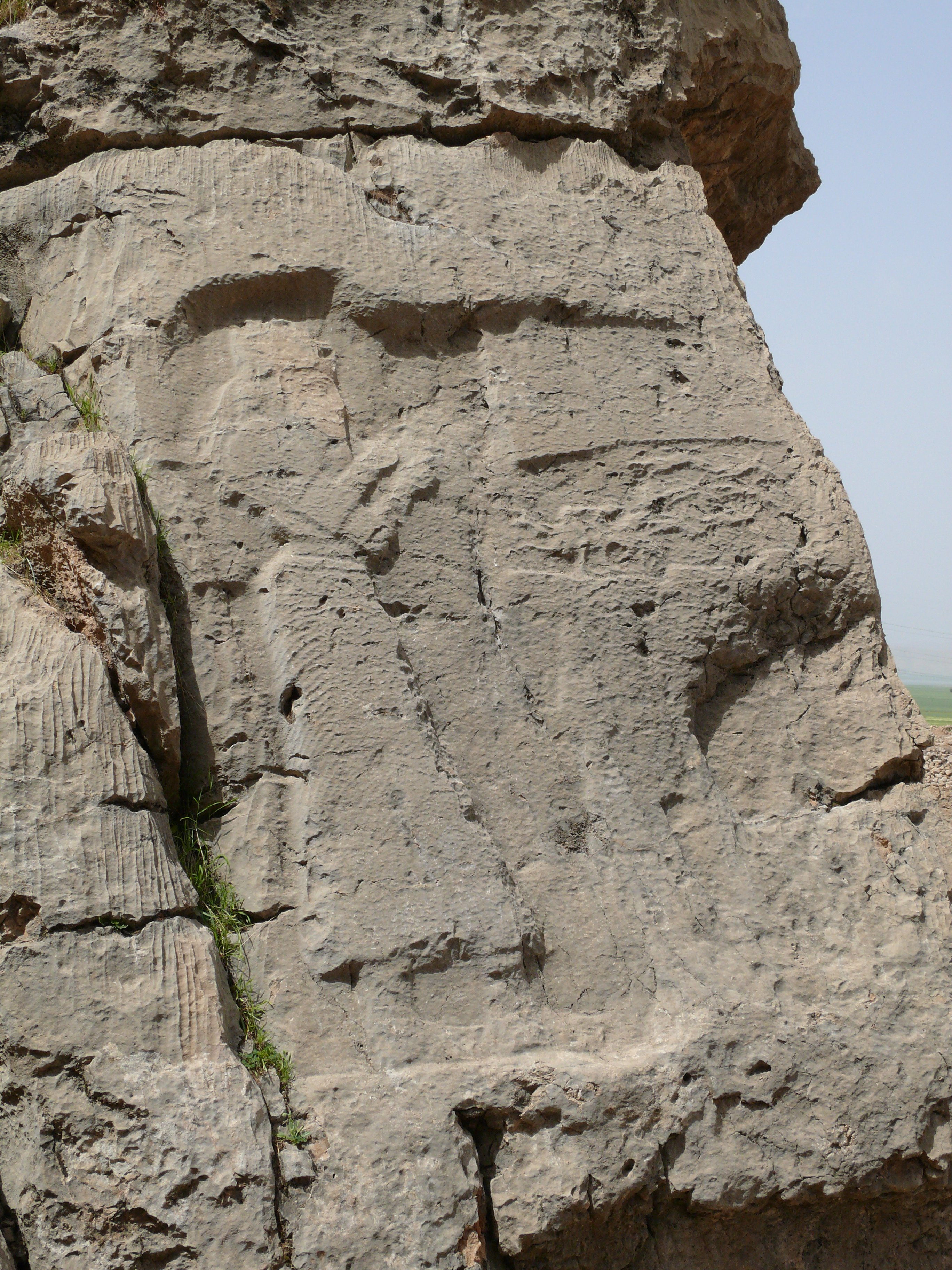
Kul-e Farah V.
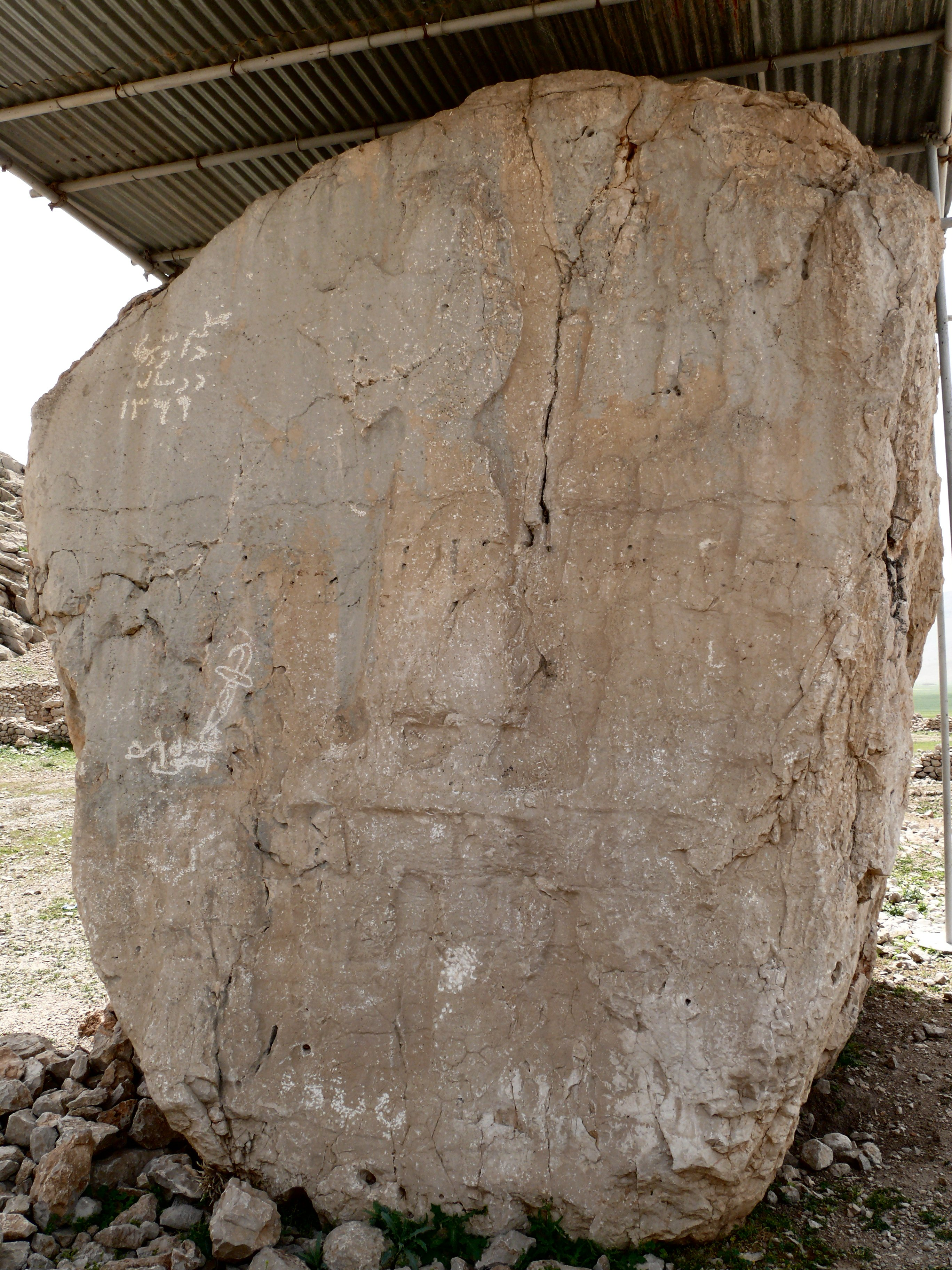
Kul-e Farah VI.
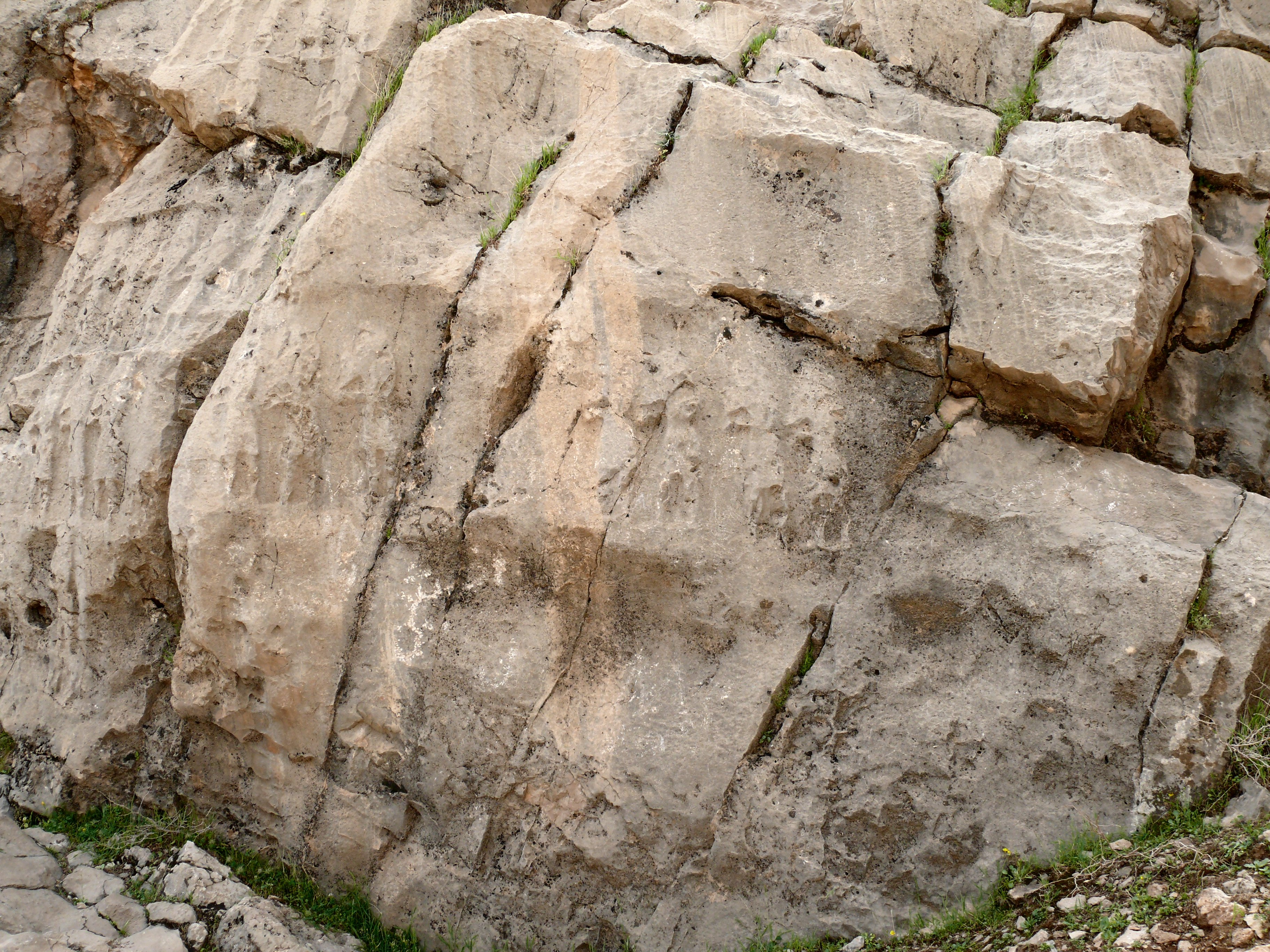
Kul-e Farah IV.